# Dacrila
Dacrila är ett släkte av skalbaggar som beskrevs av Étienne Mulsant och Claudius Rey 1874. Dacrila ingår i familjen kortvingar.
Släktet innehåller bara arten Dacrila fallax.